# Stepping Out (film, 1931)
Pour les articles homonymes, voir Stepping Out.
Pour plus de détails, voir Fiche technique et Distribution.
Stepping Out est un film américain réalisé par Charles Reisner et sorti en 1931.

## Synopsis
Lorsque Sally et Eve  prennent des vacances ensemble pour se débarrasser un temps de leurs riches maris, ces derniers invitent rapidement deux actrices à la recherche d'une voix en or à une audition et pour passer du bon temps. Mais quand leurs femmes reviennent comme prévu et constatent les époux en flagrant délit, elles nettoient leurs comptes bancaires, engagent deux gorilles pour donner une leçon à leurs conjoints.

## Fiche technique
- Réalisation : Charles Reisner
- Scénario : Elmer Harris, Robert E. Hopkins
- Image : Leonard Smith
- Montage : William S. Gray
- Société de production : Metro-Goldwyn-Mayer
- Pays de production :  États-Unis
- Format : Noir et blanc — 35 mm — 1,37:1 — Son : Mono
- Genre : Comédie
- Durée : 73 minutes
- Date de sortie :
  - États-Unis :  11 avril 1931

## Distribution
- Charlotte Greenwood : Sally Smith
- Reginald Denny : Tom Martin
- Leila Hyams : Eve Martin
- Lilian Bond : Cleo Del Rio
- Cliff Edwards : Paul Perkins
- Merna Kennedy : Madge Horton
- Harry Stubbs : Tubby Smith
- Richard Tucker : Charley Miller
- Kane Richmond : Hal Rogers
- Wilson Benge : Parker